# Mehadica, Caraș-Severin
Mehadica este satul de reședință al comunei cu același nume din județul Caraș-Severin, Banat, România.

## Personalități
- Mihail Șandru (1852-1930), general de divizie în armata austro-ungară

## Vezi și
- Biserica ortodoxă „Nașterea Maicii Domnului” din Mehadica
- Ansamblul de mori din Mehadica

## Imagini

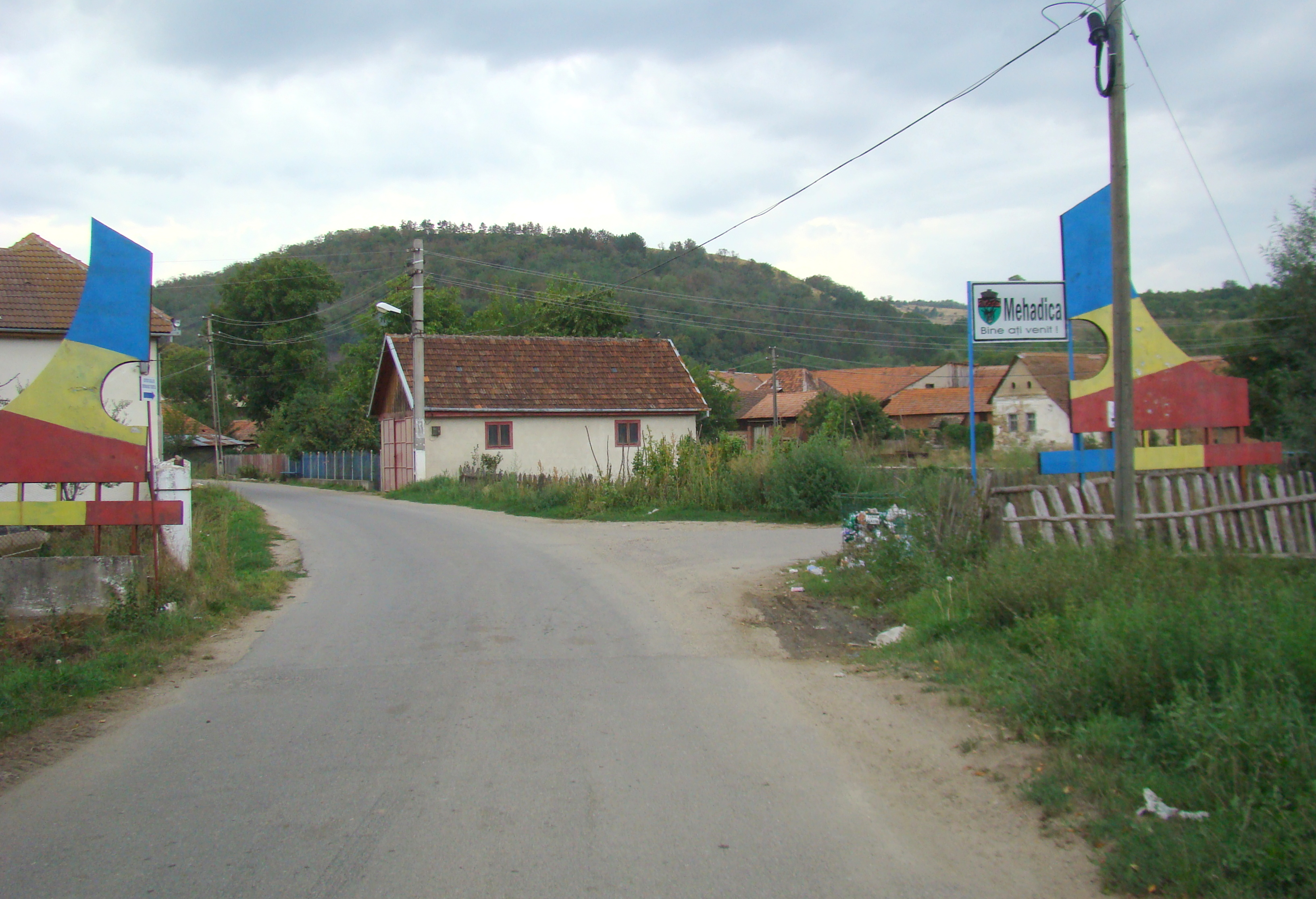
Intrarea în localitate
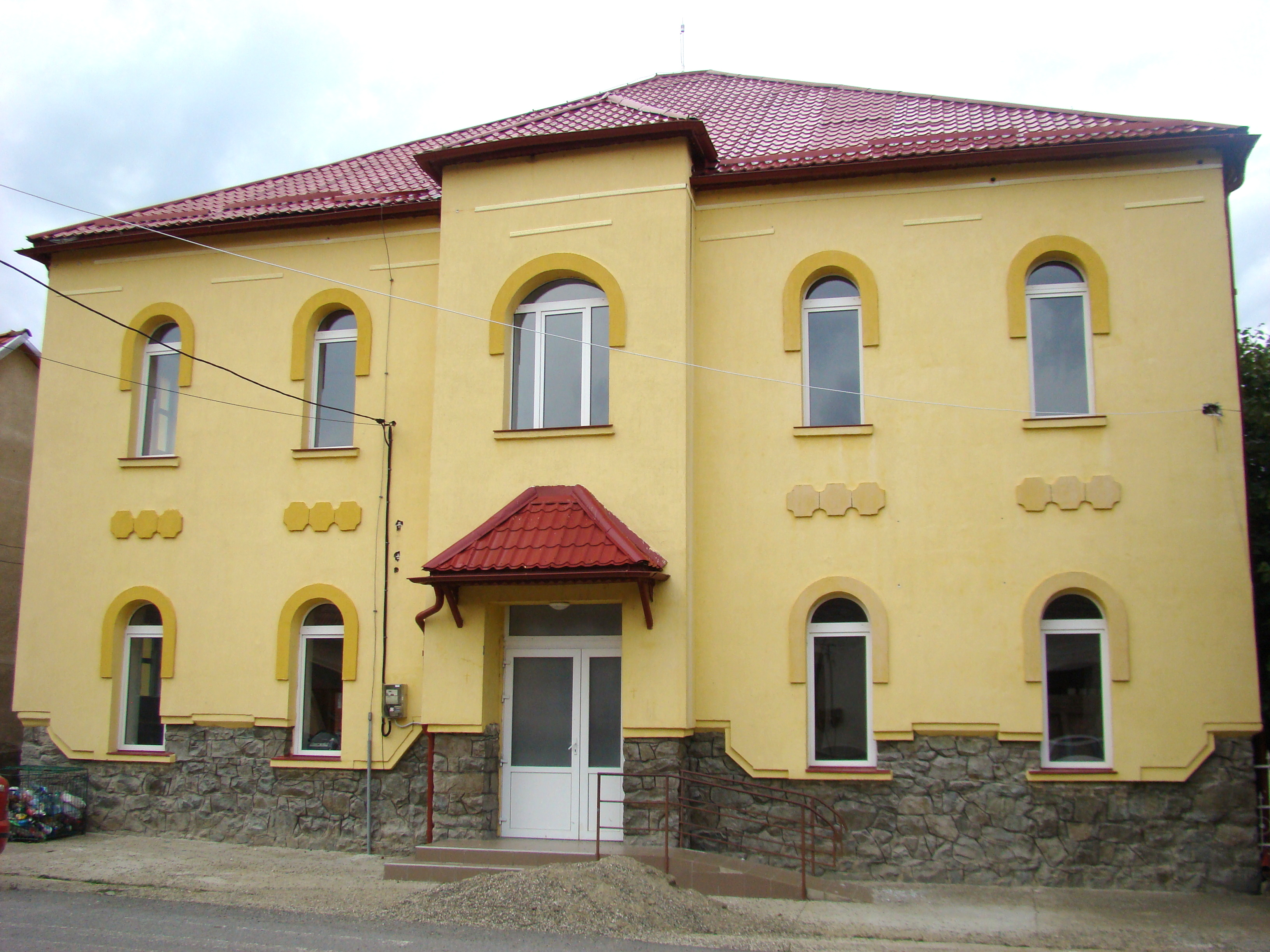
Şcoala
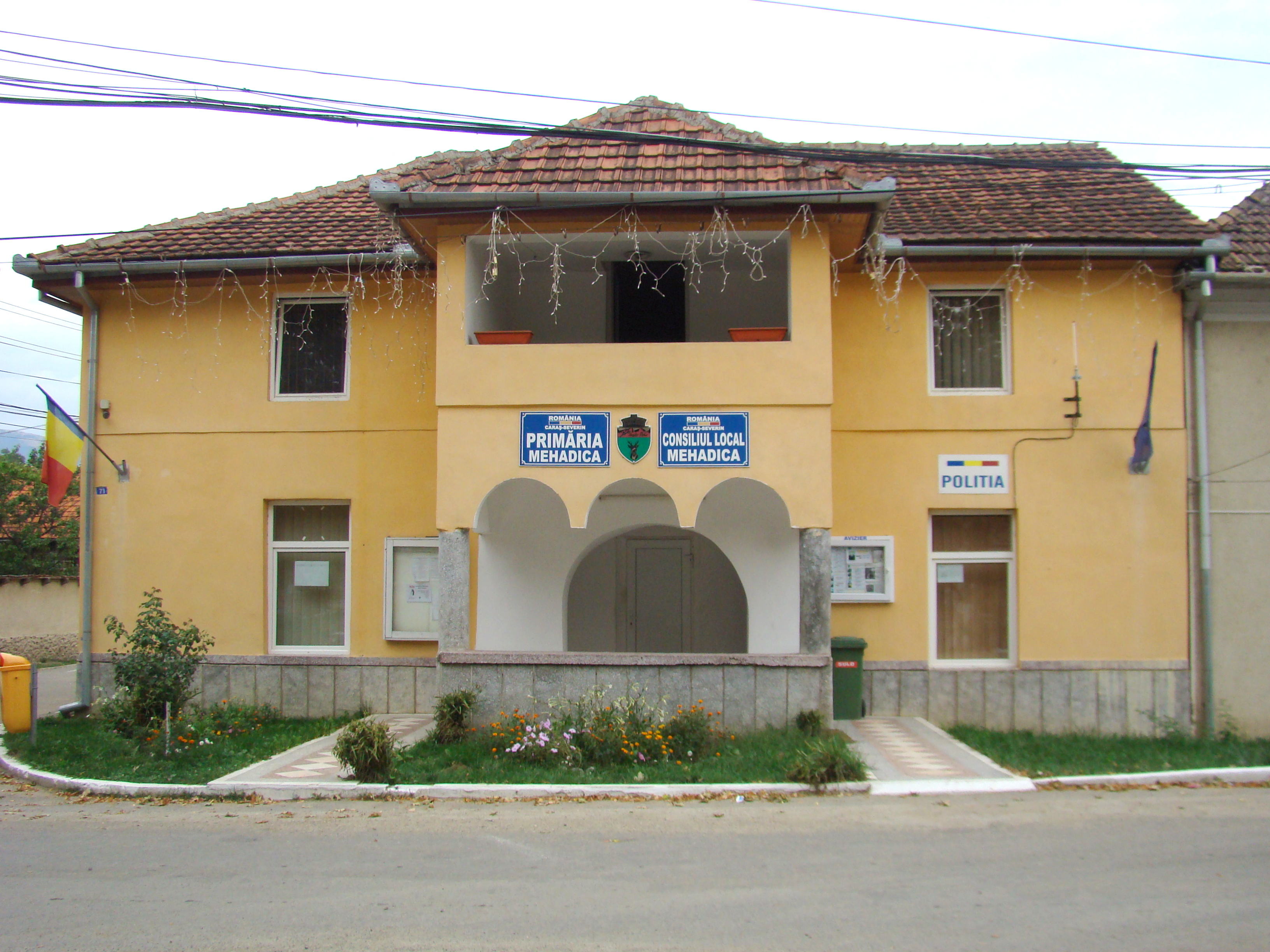
Primăria
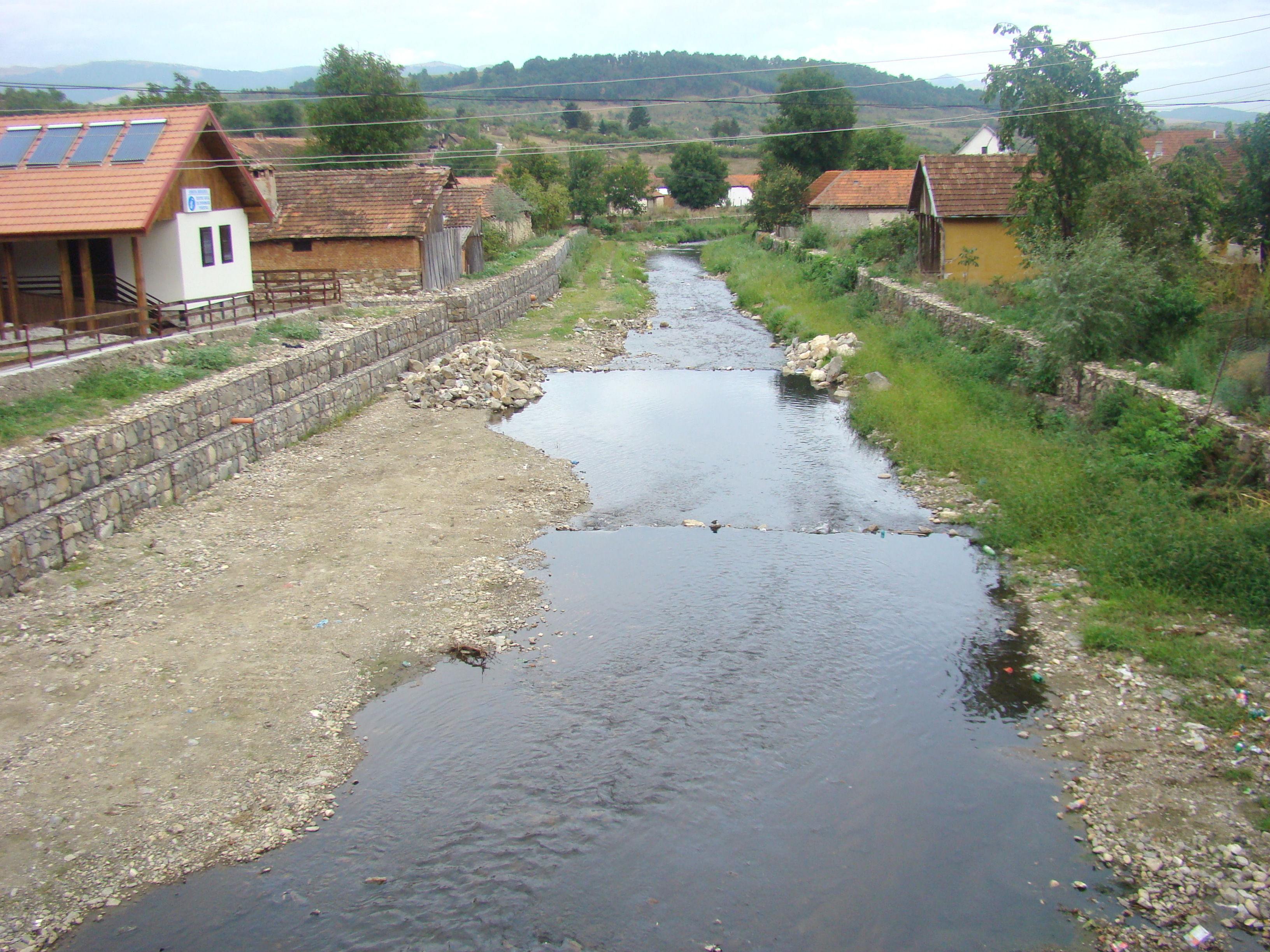
Râul Mehadica
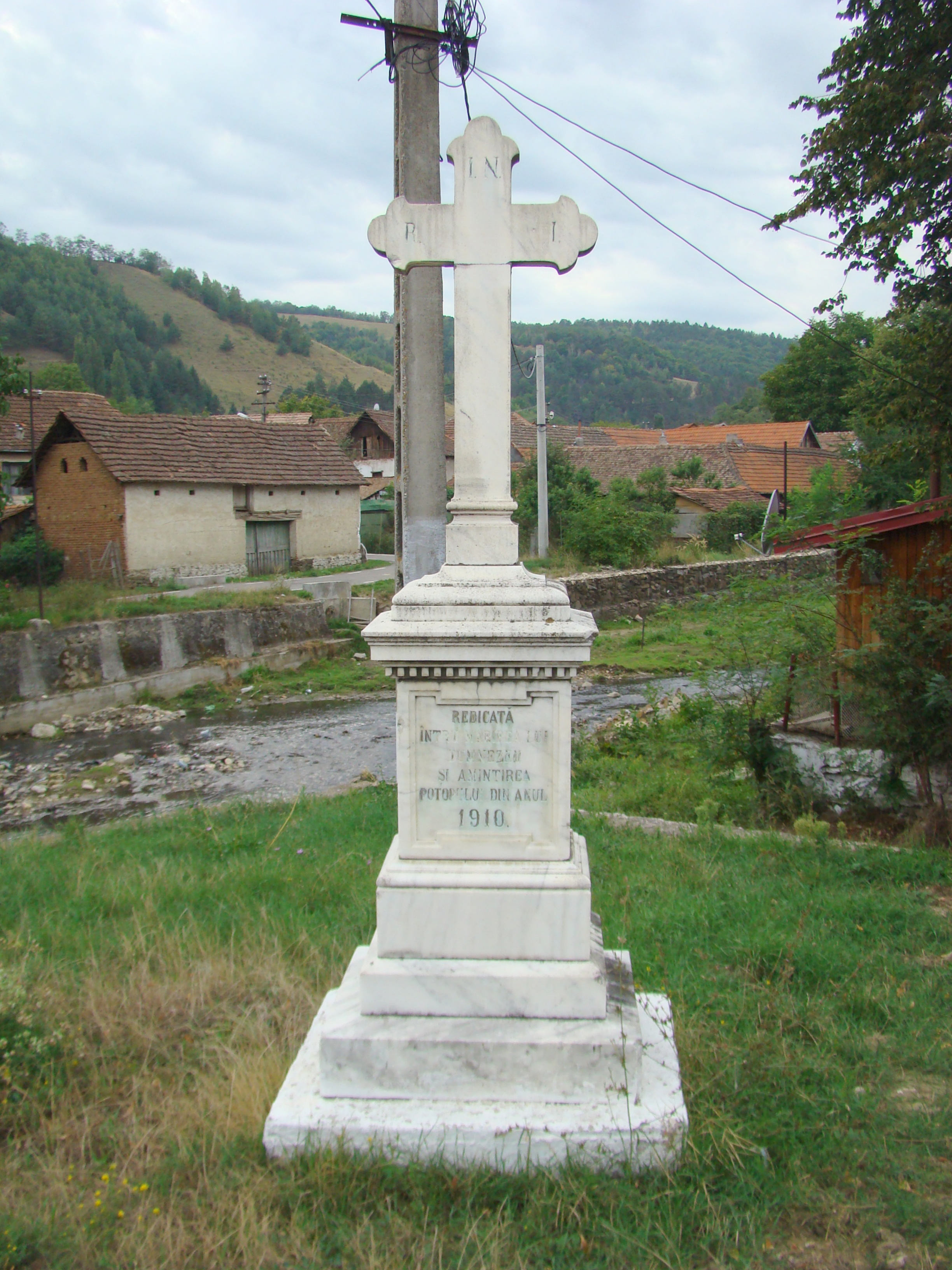
Crucea ridicată în amintirea inundațiilor din 1910
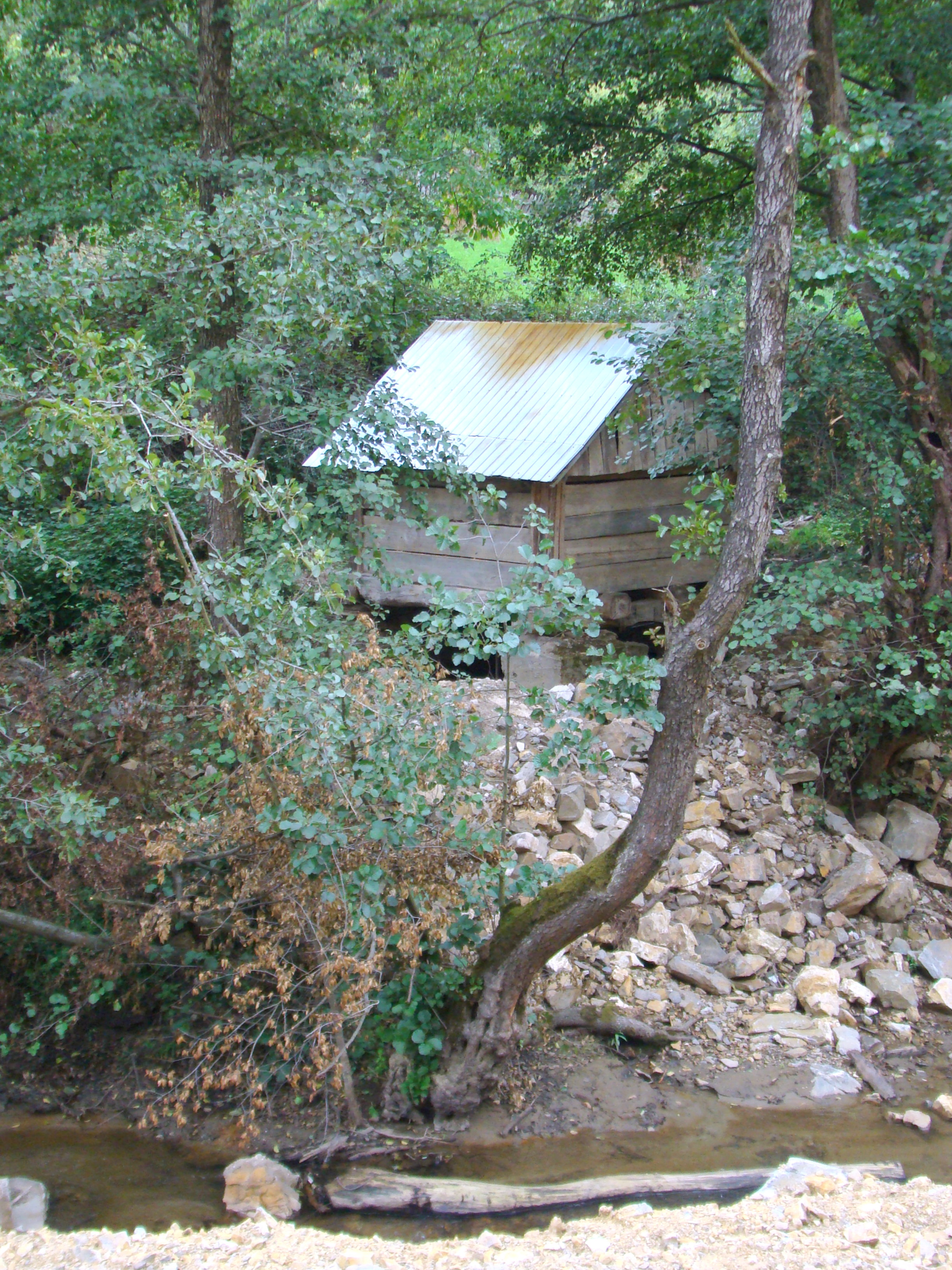
Ansamblu de mori din Mehadica (monument istoric)